# Loma Alta (Bolivia)
Loma Alta es una localidad en la Amazonía de Bolivia, capital del municipio de Villa Nueva de la provincia del General Federico Román en el departamento de Pando. Fue fundada el 24 de junio de 1952, debido a la producción y comercialización de goma y castaña.
Es de las pocas localidades capitales cuyo nombre no es homónimo del municipio.
La localidad se encuentra a una altitud de 133 m s. n. m. a orillas del río Madre de Dios, que desemboca aguas abajo en el río Beni.

## Geografía
Loma Alta está ubicada en la cuenca del Amazonas, en la Amazonía boliviana al norte, cerca de la frontera con Brasil.
La temperatura promedio promedio de la región es de 26 °C y fluctúa sólo ligeramente entre 25 °C en mayo y 27–28 °C de diciembre a febrero. La precipitación anual es de alrededor de 1300 mm, con una estación seca pronunciada de junio a agosto con una precipitación mensual inferior a 20 mm y una estación húmeda de diciembre a enero con precipitaciones mensuales de más de 200 milímetro

## Transporte
Loma Alta se encuentra a unos 310 kilómetros en línea recta al noreste de Cobija, la capital del departamento.
Loma Alta no es accesible por tierra desde Cobija a través de caminos pavimentados. El pueblo se encuentra en el extremo sur del terreno húmedo y suavemente ondulado entre el norte del río Abuná y el sur del río Madre de Dios. La construcción de pistas manejables, especialmente de caminos pavimentados, es muy compleja en esta región.
Desde Loma Alta parte un camino de tierra en dirección noroeste, luego de 14 kilómetros cruza el Arroyo Santa Cruzita y luego de otros 19 kilómetros por Enarevena el río Negro y llega al pueblo de Humaitá sobre el río Orthon pasando los pueblos de Reserva y Democracia .

## Demografía
La población de la localidad se ha más que duplicado entre los dos últimos censos:
| Año  | Habitantes           | fuente |
| ---- | -------------------- | ------ |
| 1992 | sin datos de detalle | Censo  |
| 2001 | 290                  | Censo  |
| 2012 | 646                  | Censo  |